# Illigera parviflora
Illigera parviflora là một loài thực vật có hoa trong họ Hernandiaceae. Loài này được Dunn miêu tả khoa học đầu tiên năm 1908.